# Hezbollah du Hedjaz
Le Hezbollah du Hedjaz (en arabe : حزب الله الحجاز ; littéralement « Parti de Dieu dans le Hedjaz »), ou Hezbollah Al-Hedjaz, est une organisation chiite militante opérant en Arabie saoudite. Elle est fondée en mai 1987 dans la province orientale de l'Arabie saoudite. 
Dans les années 1987-89, le parti lance des attaques contre des cibles officielles saoudiennes à l'intérieur et à l'extérieur de l'Arabie saoudite, avant de pacifier ses relations avec le pays. Les tensions remontent cependant avec l'implication de l'organisation dans l'attentat des tours de Khobar, et le parti est ensuite interdit.  

## Contexte
Les premières années suivant la révolution islamique chiite, les relations entre l’Iran et l’Arabie saoudite sont tendues, voire hostiles. Une source majeure de conflit est le traitement réservé par les autorités saoudiennes à la minorité chiite de la province orientale du Royaume. Un autre facteur important est le soutien saoudien à l'Irak dans la guerre Iran-Irak.
Les relations entre les deux pays s'améliorent au milieu des années 1980, mais se dégradent soudainement en 1987 après un épisode de violence lors du pèlerinage de La Mecque cette année-là. Les manifestations de pèlerins iraniens sont violemment réprimées, ce qui conduit à une bousculade qui tue plus de 400 pèlerins, principalement iraniens.

## Histoire
Le Hezbollah du Hedjaz est fondé en mai 1987 avec le soutien actif de l’Iran. Hedjaz est généralement utilisé pour désigner la partie occidentale de l’Arabie saoudite mais désigne ici l'ensemble du pays, car utiliser le nom d'Arabie saoudite impliquerait la reconnaissance de la dynastie régnante des Al Saoud.
L’organisation mène plusieurs attaques en Arabie saoudite dans la seconde moitié des années 1980. En août 1987, une explosion se produit dans une installation pétrolière à Ra's al-Ju'ayma et en mars de l'année suivante, une industrie pétrochimique à Al-Jubayl est attaquée. La raffinerie de Ra's Tanura est également attaquée. Plusieurs policiers saoudiens sont tués et blessés lors d'affrontements avec des combattants du Hezbollah. Les autorités saoudiennes répondent par des arrestations généralisées parmi les militants chiites présumés. L'organisation est également fortement soupçonnée d'être responsable d'un certain nombre d'attaques contre des cibles saoudiennes à l'étranger, notamment des diplomates. Ces attaques ne sont jamais officiellement revendiquées par le mouvement.
Après la fin de la guerre Iran-Irak en 1988, les relations se réchauffent à nouveau entre les deux pays. En 1993, le roi Fahd, répondant positivement aux opinions les plus modérées de l'opposition chiite, rencontre plusieurs de ses représentants. Désireux de mettre fin à l’opposition des chiites au gouvernement, Fahd promet d’œuvrer à l’amélioration de leurs conditions de vie en Arabie saoudite. Cela passe, entre autres, par la suppression des termes désobligeants à l’égard des chiites dans les manuels scolaires, par la lutte contre d'autres formes de discrimination explicite et par l'autorisation de nombreux exilés chiites saoudiens à retourner en Arabie saoudite.
Bien qu’ils ne soient officiellement pas partenaires de l’accord et qu’ils expriment même des désaccords avec celui-ci, les membres du Hezbollah Al-Hedjaz sont inclus dans l’amnistie et l’organisation respecte généralement ses termes. Les membres de l'organisation s'abstiennent pour l'essentiel de toute politique d'opposition ouverte et se concentrent sur des activités religieuses, sociales et éducatives.
Après avoir été impliqué dans l'attentat à la bombe contre les tours de Khobar en 1996 qui cause la mort de 19 militaires américains et d’un Saoudien, le parti est interdit en Arabie saoudite. Le parti fait partie de la politique du gouvernement iranien « d’exportation de la révolution islamique ». La plupart de ses membres sont arrêtés et le parti cesse pratiquement d'exister, il est toutefois soupçonné d'agir clandestinement à partir de cette date. En 2014, il est désigné comme organisation terroriste par le gouvernement du royaume saoudien. L'année suivante, son chef présumé Ahmad Ibrahim al-Moughassi est arrêté au Liban, extradé puis incarcéré en Arabie saoudite. Les années suivantes, ayant subi une forte répression des services de renseignement et de sécurité saoudien, le mouvement semble inopérationnel, d'autant qu'en 2023, le rétablissement des relations diplomatiques irano-saoudiennes grâce à une médiation de la Chine le rend caduque.